# Notarfachreferent
Der Notarfachreferent ist eine Fachbezeichnung im notariellen Bereich, Mitarbeiter mit verantwortungsvollen Tätigkeiten. Die zweite Fortbildungsstufe vermittelt für Notarfachassistenten die Kenntnisse, Fertigkeiten und Erfahrung zur selbständigen Vorbereitung und Abwicklung aller im Notariat anfallenden Tätigkeiten. Diese Prüfung ist üblicherweise Voraussetzung für eine Tätigkeit als Bürovorsteher.
Das Fortbildungsprogramm dauert ca. 16 Monate. Es gliedert sich in insgesamt 6 Wochenkurse zu je 40 Unterrichtsstunden. Die Fortbildung schließt mit einer viertägigen schriftlichen und einer mündlichen Prüfung ab. 
Voraussetzungen für Zulassung zum Lehrgang sind Zulassung grundsätzlich frühestens 2 Jahre nach Bestehen der Fortbildungsprüfung der ersten Stufe bzw. 4 Jahre für fachkundige Mitarbeiter eines Anwaltsnotars sowie Anstellungsverhältnis bei Notar bzw. Anwaltsnotar im Bereich des Rheinischen Notariats.